# Wasp Network
Wasp Network is een Spaanstalige, historische dramafilm uit 2019 onder regie van Olivier Assayas. De film is gebaseerd op het non-fictieboek Os últimos soldados da Guerra Fria van auteur Fernando Morais. De hoofdrollen worden vertolkt door Penélope Cruz, Édgar Ramírez, Wagner Moura, Gael García Bernal en Ana de Armas.

## Verhaal
In de jaren 1990 worden vijf Cubanen in de Verenigde Staten gearresteerd op verdenking van spionage en moord.

## Rolverdeling
| Acteur             | Personage             |
| ------------------ | --------------------- |
| Penélope Cruz      | Olga Salanueva        |
| Édgar Ramírez      | René Gonzalez         |
| Wagner Moura       | Juan Pablo Roque      |
| Gael García Bernal | Gerardo Hernández     |
| Ana de Armas       | Ana Magarita Martinez |
| Leonardo Sbaraglia | Jose Basulto          |
| Adria Carey Perez  | Rechter Joan Lenard   |

## Productie
De Braziliaanse schrijver Fernando Morais deed twee jaar onderzoek naar de zaak van de zogenoemde Cuban Five, vijf Cubaanse spionnen die in de jaren 1990 in Florida anti-Cubaanse organisaties observeerden en infiltreerden in dienst van het Castro-regime. De vijf Cubanen maakten deel uit van een geheim netwerk met de Spaanse codenaam La Red Avispa (Engels: The Wasp Network). Omdat hij geld nodig had om zijn boek te schrijven, ging Morais in augustus 2009 op bezoek bij de Braziliaanse uitgeverij Companhia das Letras. Uitgever Luiz Schwarcz verwees hem door naar filmproducent Rodrigo Teixeira, die vervolgens de rechten op het boek voor R$ 180.000 (zo'n € 40.000) kocht nog voor Morais een letter geschreven had. In 2011 werd het boek uitgebracht onder de titel Os últimos soldados da Guerra Fria (Nederlands: De laatste soldaten van de Koude Oorlog).
Het boek van Morais werd vervolgens aan verschillende regisseurs voorgesteld. In april 2017 raakte bekend dat de Franse filmmaker Olivier Assayas het boek zou verfilmen. In mei 2018 werden Pedro Pascal en Édgar Ramírez aan het project gelinkt als hoofdrolspelers. Pascal zou uiteindelijk afhaken en vervangen worden. In september 2018 werd de cast uitgebreid met Penélope Cruz, Wagner Moura en Gael García Bernal. Later werd ook Ana de Armas aan het project toegevoegd.
Ramírez had eerder al de hoofdrol vertolkt in Carlos (2010), een miniserie over de Venezolaanse terrorist Ilich Ramírez Sánchez die eveneens door Assayas geschreven en geregisseerd werd. In 2017 werkte de acteur met Cruz samen aan de miniserie The Assassination of Gianni Versace (2018). Die samenwerking leidde tot een vriendschap tussen Ramírez en Cruz, wat Assayas inspireerde om Cruz in Wasp Network te casten als de echtgenote van Ramírez' personage.
De opnames gingen in februari 2019 van start in Cuba en eindigden op 4 mei 2019. Aanvankelijk kreeg de productie geen toestemming om in Cuba te filmen. In april 2019 vonden er ook opnames plaats op het Spaanse eiland Gran Canaria. Regisseur Olivier Assayas woonde voor de productie een half jaar in Havana.

## Release
De film ging op 1 september 2019 in première op het filmfestival van Venetië. In januari 2020 verwierf Netflix de distributierechten. Op 19 juni 2020 werd de film door de streamingdienst uitgebracht.